# Liste der Kulturdenkmale in Eckersberg (Frohburg)
In der Liste der Kulturdenkmale in Eckersberg sind die Kulturdenkmale des Frohburger Ortsteils Eckersberg verzeichnet, die bis Mai 2024 vom Landesamt für Denkmalpflege Sachsen erfasst wurden (ohne archäologische Kulturdenkmale). Die Anmerkungen sind zu beachten.
Diese Aufzählung ist eine Teilmenge der Liste der Kulturdenkmale in Frohburg.

## Eckersberg
| Bild                                    | Bezeichnung                                                                                | Lage                                                                     | Datierung                                                                            | Beschreibung | ID       |
| --------------------------------------- | ------------------------------------------------------------------------------------------ | ------------------------------------------------------------------------ | ------------------------------------------------------------------------------------ | --- | -------- |
| Direkt Bild zu diesem Denkmal hochladen | Steinbruchanlage mit Produktionsgebäude und technischer Ausstattung (Terpitzer Steinbruch) | (Gemarkung Wüst-Eckartsberg – Syhraer Anteil; Flurstücke 74, 75) (Karte) | 19./20. Jahrhundert (Steinbruch); 2. Hälfte 20. Jahrhundert (Technische Ausstattung) | Porphyrbruch mit Steinsortieranlage, durch die Gewinnung von Porphyr orts- und regionalgeschichtlich von Bedeutung, durch die vorhandene technische Ausstattung erlangt die Anlage auch Seltenheitswert und technikgeschichtliche Bedeutung | 08971902 |
| Direkt Bild zu diesem Denkmal hochladen | Häuslerhaus                                                                                | Eckersberg 18 (Karte)                                                    | Um 1820                                                                              | Ein altes, frei stehendes Gebäude mit strebenreichem Fachwerk-Obergeschoss, baugeschichtlich von Bedeutung | 08971475 |

## Tabellenlegende
- Bild: Bild des Kulturdenkmals, ggf. zusätzlich mit einem Link zu weiteren Fotos des Kulturdenkmals im Medienarchiv Wikimedia Commons. Wenn man auf das Kamerasymbol klickt, können Fotos zu Kulturdenkmalen aus dieser Liste hochgeladen werden:
- Bezeichnung: Denkmalgeschützte Objekte und ggf. Bauwerksname des Kulturdenkmals
- Lage: Straßenname und Hausnummer oder Flurstücknummer des Kulturdenkmals. Die Grundsortierung der Liste erfolgt nach dieser Adresse. Der Link (Karte) führt zu verschiedenen Kartendiensten mit der Position des Kulturdenkmals. Fehlt dieser Link, wurden die Koordinaten noch nicht eingetragen. Sind diese bekannt, können sie über ein Tool mit einer Kartenansicht einfach nachgetragen werden. In dieser Kartenansicht sind Kulturdenkmale ohne Koordinaten mit einem roten bzw. orangen Marker dargestellt und können durch Verschieben auf die richtige Position in der Karte mit Koordinaten versehen werden. Kulturdenkmale ohne Bild sind an einem blauen bzw. roten Marker erkennbar.
- Datierung: Baubeginn, Fertigstellung, Datum der Erstnennung oder grobe zeitliche Einordnung entsprechend des Eintrags in der sächsischen Denkmaldatenbank
- Beschreibung: Kurzcharakteristik des Kulturdenkmals entsprechend des Eintrags in der sächsischen Denkmaldatenbank, ggf. ergänzt durch die dort nur selten veröffentlichten Erfassungstexte oder zusätzliche Informationen
- ID: Vom Landesamt für Denkmalpflege Sachsen vergebene, das Kulturdenkmal eindeutig identifizierende Objekt-Nummer. Der Link führt zum PDF-Denkmaldokument des Landesamtes für Denkmalpflege Sachsen. Bei ehemaligen Kulturdenkmalen können die Objektnummern unbekannt sein und deshalb fehlen bzw. die Links von aus der Datenbank entfernten Objektnummern ins Leere führen. Ein ggf. vorhandenes Icon  führt zu den Angaben des Kulturdenkmals bei Wikidata.